# Уилкшир, Люк
Люк Уи́лкшир (англ. Luke Wilkshire; род. 2 октября 1981[…], Вуллонгонг, Новый Южный Уэльс) — австралийский футболист, выступавший на позиции защитника. В данный момент — футбольный тренер. Выступал в сборной Австралии. Серебряный призёр Кубка Азии 2011 года.

## Клубная карьера
Уилкшир начал футбольную карьеру, выступая за футбольный клуб родного города Албион Парк. Следующим шагом в его карьере стало выступление за молодёжную команду «Вуллонгонг Вулвз», в которой он провёл несколько сезонов. В 1997 году Люк переехал в Канберру, где выступал за команду в составе молодёжной команды в рамках программы Эй-Ай-Эс (Австралийского института спорта).
В 1998 году Уилкшир переезжает в Великобританию и подписывает контракт с молодёжной командой футбольного клуба «Мидлсбро». Несмотря на то, что Люк несколько раз играл в основе, в том числе в важной игре с «Арсеналом» и в полуфинале Кубка Англии, он так и не попал в основной состав своего клуба.
Для получения игровой практики Уилкшир принимает решение перейти в клуб «Бристоль Сити». Опыт игры за основу «Бристоль Сити» пошёл ему на пользу: Уилкшир не только улучшил свою технику, но и стал одним из основных игроков.
В том же году менеджмент голландского клуба «Твенте», оценив игру молодого футболиста в ходе чемпионата мира, предложил ему трёхлетний контракт (по слухам, не без посредничества тогдашнего тренера австралийской сборной Гуса Хиддинка). По сообщениям прессы к игроку проявляли интерес и такие голландские клубы, как «Аякс» и ПСВ.
26 августа 2008 года «Динамо» (Москва) подписал трансферный контракт с ФК «Твенте» (Нидерланды) о переходе Люка Уилкшира в московский клуб. Срок контракта, подписанного с Уилкширом, был рассчитан до конца 2011 года. По сообщениям российских СМИ стоимость трансфера составила около 6 млн евро. В то же время западные издания оценили сделку в 2 млн евро. Уилкшир дебютировал в российском чемпионате 31 августа в матче против «Москвы». Став первым австралийцем, игравший в российской премьер-лиге. 27 сентября 2008 года в рамках 23 тура российской Премьер-Лиги против «Крылья Советов» с пенальти забил свой первый гол за «Динамо».
17 декабря 2009 года Уилкшир продлил контракт с «Динамо» до 2012 года. 1 февраля 2012 года московское «Динамо» заключило новое соглашение с Уилкширом. Нынешний договор рассчитан до 30 июня 2014 года. По окончании сезона 2013/14 «Динамо» решило не продлевать контракт с футболистом и он стал свободным агентом.
31 июля 2014 года Уилкшир подписал однолетний контракт с «Фейеноордом» с возможностью дополнительного продления ещё на один сезон. Роттердамским клубом руководил Фред Руттен, с которым Уилкшир работал ранее в «Твенте». 13 августа 2015 года Уилкшир стал свободным агентом, поскольку клуб не активировал опцию продления контракта.
19 ноября 2015 года Уилкшир подписал контракт с грозненским клубом «Терек». Контракт, подписанный по схеме «1+1» вступает в силу с 1 января 2016 года. В зимнее трансферное окно Уилкшир будет заявлен за «Терек» под номером «29».
Расторгнув контракт с «Тереком» летом 2016 года, Люк Уилкшир подписал годичный контракт с «Динамо». В составе «бело-голубых» стал победителем Первенства ФНЛ-2016/17 и вернулся с «Динамо» в РФПЛ. Матч 37-го тура Первенства ФНЛ с «Шинником» 14 мая 2017 года стал для Уилкшира последним в составе «Динамо».
Когда «Динамо» праздновало чемпионство, Уилкшир выскочил на поле вместе с двумя дочками. Одну посадил на плечи, второй, Мие, дал погулять по полю.
В июле 2017 года Люк Уилкшир вернулся на родину и подписал контракт с клубом «Сидней».

## Карьера в сборной
Когда в 2006 году Гус Хиддинк, тренировавший в тот период сборную Австралии, пригласил Люка защищать цвета своей страны, у многих специалистов в Австралии это вызвало шок. Несмотря на то, что большинство воспринимало Люка как рядового игрока, Гусу удалось рассмотреть в нём потенциал. Уилкшир быстро оправдал доверие Хиддинка, проявив себя цепким и работоспособным полузащитником; он постоянно искал мяч и шёл вперёд при любой возможности, поддерживая атаку. Люк дебютировал на чемпионате мира 2006 в матче с Японией, а затем заменил выбывшего Эмертона в матче с Италией, показав стабильную и уверенную игру.
В 2011 году Уилкшир стал серебряным призёром на Кубке Азии. В финале австралийцы уступили в финале японцам в дополнительное время 0:1.
Уилкшир не был включён в состав сборной Австралии на ЧМ-2014 несмотря на то, что принимал участие в матчах команды в отборочном турнире.

## Достижения
«Динамо» (Москва)
- Бронзовый призёр чемпионата России: 2008
- Победитель Первенства ФНЛ: 2016/17
- Финалист Кубка России: 2011/12

Сборная Австралии
- Серебряный призёр Кубка Азии: 2011

## Статистика
| Сезон   | Клуб            | Соревнование | Игр | Голов |
| ------- | --------------- | ------------ | --- | ----- |
| 2001/02 | Мидлсбро        | Премьер-лига | 7   | 0     |
| 2002/03 | Мидлсбро        | Премьер-лига | 14  | 0     |
| 2003/04 | Мидлсбро        | Премьер-лига | 1   | 0     |
| 2003/04 | Бристоль Сити   | Чемпионшип   | 37  | 2     |
| 2004/05 | Бристоль Сити   | Чемпионшип   | 37  | 10    |
| 2005/06 | Бристоль Сити   | Чемпионшип   | 36  | 5     |
| 2006/07 | Твенте          | Эредивизие   | 28  | 2     |
| 2007/08 | Твенте          | Эредивизие   | 31  | 3     |
| 2008    | Динамо (Москва) | РФПЛ         | 11  | 2     |
| 2009    | Динамо (Москва) | РФПЛ         | 27  | 0     |
| 2010    | Динамо (Москва) | РФПЛ         | 26  | 0     |
| 2011/12 | Динамо (Москва) | РФПЛ         | 39  | 0     |
| 2012/13 | Динамо (Москва) | РФПЛ         | 17  | 0     |
| 2013/14 | Динамо (Москва) | РФПЛ         | 23  | 0     |
| 2014/15 | Фейеноорд       | Эредивизие   | 18  | 0     |
| 2015/16 | Терек           | РФПЛ         | 6   | 0     |
| 2016/17 | Динамо (Москва) | ФНЛ          | 5   | 0     |

## Голы за национальную сборную
| Номер. | Дата            | Место игры                | Соперник          | Голов | Счёт | Соревнование                                            |
| ------ | --------------- | ------------------------- | ----------------- | ----- | ---- | ------------------------------------------------------- |
| 1.     | 14 ноября 2009  | Маскат, Оман              | Оман              | 1     | 2:1  | Кубок Азии по футболу 2011 (отборочный турнир)          |
| 2.     | 6 января 2010   | Кувейт, Кувейт            | Кувейт            | 1     | 2:2  | Кубок Азии по футболу 2011 (отборочный турнир)          |
| 3.     | 7 сентября 2010 | Краков, Польша            | Польша            | 1     | 2:1  | Товарищеский матч                                       |
| 4.     | 29 марта 2011   | Мёнхенгладбах, Германия   | Германия          | 1     | 2:1  | Товарищеский матч                                       |
| 5.     | 6 сентября 2011 | Даммам, Саудовская Аравия | Саудовская Аравия | 1     | 3:1  | Чемпионат мира по футболу 2014 (отборочный турнир, АФК) |
| 6.     | 7 октября 2011  | Канберра, Австралия       | Малайзия          | 1     | 5:0  | Товарищеский матч                                       |
| 7.     | 12 июня 2012    | Брисбен, Австралия        | Япония            | 1     | 1:1  | Чемпионат мира по футболу 2014 (отборочный турнир, АФК) |
| 8.     | 6 февраля 2013  | Малага, Испания           | Румыния           | 1     | 2:3  | Товарищеский матч                                       |